# Atletisme als Jocs Olímpics d'Estiu de 1900

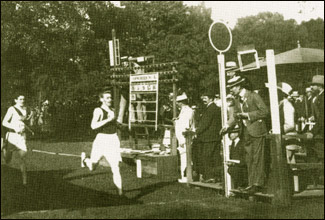
Arribada dels 800m

Als Jocs Olímpics d'Estiu de 1900 es disputaren 23 proves d'atletisme. Hi participaren 117 atletes de 15 països.
Les 23 proves que es llisten són les actualment acceptades pel Comitè Olímpic Internacional i la majoria d'historiadors. No s'inclouen proves que usaven un sistema de handicap i les que eren obertes a atletes professionals.
La competició es disputà entre el 14 de juliol i el 22 de juliol. La competició fou pitjor organitzada que quatre anys abans a Atenes. No hi va haver pista d'atletisme i les proves es disputaren en un camp de gespa, entre els arbres i amb un terreny que no estava tot al mateix nivell.

## Nacions participants
117 atletes procedents de 15 nacions van prendre part en les diferents proves atlètiques.
| - Alemanya (6) - Austràlia (1) - Àustria (1) - Bohèmia (4) - Canadà (2) | - Dinamarca (4) - Estats Units (43) - França (23) - Grècia (2) - Hongria 9) | - Índia (1) - Itàlia (2) - Noruega (2) - Regne Unit (9) - Suècia (8) |

## Resum de medalles
| Prova                           | Or | Argent                                                                                          | Bronze                     |
| 60 metres detalls               | Alvin Kraenzlein (EUA)                                                                                                   | John Tewksbury (EUA)                                                                            | Stanley Rowley (AUS)       |
| 100 metres detalls              | Frank Jarvis (EUA) | John Tewksbury (EUA)                                                                            | Stanley Rowley (AUS)       |
| 200 metres detalls              | John Tewksbury (EUA) | Norman Pritchard (IND)                                                                          | Stanley Rowley (AUS)       |
| 400 metres detalls              | Max Long (EUA) | William Holland (EUA)                                                                           | Ernst Schultz (DEN)        |
| 800 metres detalls              | Alfred Tysoe (GBR) | John Cregan (EUA)                                                                               | David Hall (EUA)           |
| 1500 metres detalls             | Charles Bennett (GBR) | Henri Deloge (FRA)                                                                              | John Bray (EUA)            |
| Marató detalls                  | Michel Théato (FRA) | Émile Champion (FRA)                                                                            | Ernst Fast (SWE)           |
| 110 metres tanques detalls      | Alvin Kraenzlein (EUA)                                                                                                   | John McLean (EUA)                                                                               | Frederick Moloney (EUA)    |
| 200 metres tanques detalls      | Alvin Kraenzlein (EUA)                                                                                                   | Norman Pritchard (IND)                                                                          | John Tewksbury (EUA)       |
| 400 metres tanques detalls      | John Tewksbury (EUA) | Henri Tauzin (FRA)                                                                              | George Orton (CAN)         |
| 2500 metres obstacles detalls   | George Orton (CAN) | Sidney Robinson (GBR)                                                                           | Jacques Chastanié (FRA)    |
| 4000 metres obstacles detalls   | John Rimmer (GBR) | Charles Bennett (GBR)                                                                           | Sidney Robinson (GBR)      |
| 5000 metres per equips detalls  | Equip Mixt Charles Bennett (GBR) · John Rimmer (GBR) · Sidney Robinson (GBR) · Alfred Tysoe (GBR) · Stanley Rowley (AUS) | França Henri Deloge · Jacques Chastanié · André Castanet · Michel Champoudry · Gaston Ragueneau | no s'atorgà                |
| Salt de llargada detalls        | Alvin Kraenzlein (EUA)                                                                                                   | Myer Prinstein (EUA)                                                                            | Patrick Leahy (GBR)        |
| Triple salt detalls             | Myer Prinstein (EUA) | James Connolly (EUA)                                                                            | Lewis Sheldon (EUA)        |
| Salt d'alçada detalls           | Irving Baxter (EUA) | Patrick Leahy (GBR)                                                                             | Lajos Gönczy (HUN)         |
| Salt amb perxa detalls          | Irving Baxter (EUA) | Meredith Colket (EUA)                                                                           | Carl-Albert Andersen (NOR) |
| Salt de llargada aturat detalls | Ray Ewry (EUA) | Irving Baxter (EUA)                                                                             | Emile Torcheboeuf (FRA)    |
| Triple salt aturat detalls      | Ray Ewry (EUA) | Irving Baxter (EUA)                                                                             | Robert Garrett (EUA)       |
| Salt d'alçada aturat detalls    | Ray Ewry (EUA) | Irving Baxter (EUA)                                                                             | Lewis Sheldon (EUA)        |
| Llançament de pes detalls       | Richard Sheldon (EUA) | Josiah McCracken (EUA)                                                                          | Robert Garrett (EUA)       |
| Llançament de disc detalls      | Rudolf Bauer (HUN) | František Janda-Suk (BOH)                                                                       | Richard Sheldon (EUA)      |
| Llançament de martell detalls   | John Flanagan (EUA) | Truxton Hare (EUA)                                                                              | Josiah McCracken (EUA)     |

## Medaller
| Posició | País         | Or | Argent | Bronze | Total |
| 1       | Estats Units | 16 | 13     | 10     | 39    |
| 2       | Regne Unit   | 3  | 3      | 2      | 8     |
| 3       | França       | 1  | 4      | 2      | 7     |
| 4       | Canadà       | 1  | 0      | 1      | 2     |
| 4       | Hongria      | 1  | 0      | 1      | 2     |
| 6       | Equip Mixt   | 1  | 0      | 0      | 1     |
| 7       | Índia        | 0  | 2      | 0      | 2     |
| 8       | Bohèmia      | 0  | 1      | 0      | 1     |
| 9       | Austràlia    | 0  | 0      | 3      | 3     |
| 10      | Dinamarca    | 0  | 0      | 1      | 1     |
| 10      | Noruega      | 0  | 0      | 1      | 1     |
| 10      | Suècia       | 0  | 0      | 1      | 1     |